# Titan MAX
Titan MAX (japanisch タイタンＭＡＸ) war eine Stahlachterbahn der Hersteller Arrow Dynamics und Midgety Engineering im japanischen Freizeitpark Space World (Kitakyūshū, Präfektur Fukuoka), die am 5. März 1994 als Titan (タイタン) eröffnet wurde. Unter diesem Namen fuhr sie, bis sie 2007 in Titan V (タイタンV) umbenannt wurde. Schließlich wurde sie 2016 in den letzten Namen umbenannt. Am 31. Dezember 2017 wurde sie zusammen mit dem Rest des Parks geschlossen. Zum Zeitpunkt ihrer Eröffnung war Titan MAX die schnellste und nach Bandit im Yomiuriland die zweithöchste Achterbahn Japans.
Die 1530 m lange Strecke erreichte eine Höhe von 50,6 m und verfügte über eine 54,3 m hohe erste Abfahrt von 60°.

## Züge
Ursprünglich besaß Titan MAX Züge des Herstellers Arrow Dynamics mit jeweils sechs Wagen zu je sechs Personen (drei Reihen à zwei Personen). Zum 25-jährigen Jubiläum des Parks wurden die alten Züge durch Züge des Herstellers S&S Worldwide ersetzt, deren Wagen vier Personen (zwei Reihen à zwei Personen) fassten. Außerdem verfügten die Züge über ein Onboard-Soundsystem.